# Технология парного обучения
Технология парного обучения — один из видов педагогических технологий, при котором один участник учит другого (одного) участника. При этом необходимо наличие по меньшей мере трёх участников, чтобы имелась возможность для смены партнёров в парах. Технология парного обучения является частным случаем технологии работы в парах.

Технология парного обучения является базовым, системообразующим компонентом коллективных учебных занятий, которые включают в себя:
- взаимодействие участников учебного процесса в парах сменного состава, когда коммуникация осуществляется главным образом в форме диалога,
- индивидуально-обособленную деятельность участников, когда имеет место опосредованный вид коммуникации,
- взаимодействие в группе (в нескольких малых группах или в одной большой), когда основным видом коммуникации является фронтальная коммуникация.

Благодаря сочетанию этих форм организации обучения реально происходит индивидуализация обучения.
Если в учебной группе всего два ученика, то в этом случае парное обучение редуцируется до индивидуального обучения, при котором нет возможности смены партнёров в парах.
При парном обучении практически реализуются известные принципы педагогики «обучая — учусь» и «неотсроченное использование знаний».
Технология парного обучения принципиально отличается от учения через обучение, развитого в Германии во второй половине 20-го века учителем французского языка Жан-Полем Мартаном. В «учении через обучение» сохраняется фронтальное обучение, при котором «один ученик обучает группу учеников», то есть заменяет учителя. По своей сути «учение через обучение» является точным повторением Белл-Ланкастерской системы обучения, известной в Европе со второй половины 18-го века.

## Парная и коллективная формы организации обучения
Взаимодействие участников обучения в парах используется в двух разных формах организации обучения, названных В. К. Дьяченко парной и коллективной:
- взаимодействие в обособленной паре (результаты его не используются в других парах). Такая организация называется парной формой организации обучения;
- взаимодействие в группе, когда общение происходит в парах сменного состава. Каждый в группе по очереди общается с каждым. Такая организация называется коллективной формой организации обучения.

Иногда коллективную форму ошибочно считают частным случаем парной формы. Но это не так. Если общению в парной форме свойственна автономия, независимость от других пар, то в коллективной форме общение осуществляется в группе, при этом пары функционально и содержательно зависят друг от друга, благодаря изменению состава пар результаты учебного взаимодействия используются другими участниками группы. Выражения «пары сменного состава», «динамические пары», используемые как синонимы коллективной оргформы, не совсем точно отражают суть вопроса.

## Необходимые и достаточные компоненты
Технология парного обучения основана на взаимодействии двух людей. Такое взаимодействие в обычной жизни встречается очень часто, поскольку людям свойственно общение «с глазу на глаз». Парное взаимодействие также часто используется в учебных процессах. Но важным отличием парного взаимодействия от технологии парного обучения является присутствие необходимых и достаточных технологических компонент:

- имеется ровно два партнёра (Р1 и Р2),
- у каждого партнёра есть свой фрагмент контента, которым часто бывает «карточка» (К1 и К2),
- коммуникация партнёров регламентируется явно заданным алгоритмом работы пары,
- имеются другие участники (один или более — показаны пунктиром), с которыми можно меняться в паре,
- листки учёта проделанной работы (на схеме не показаны).

## Оптимальная посадка при работе в парах
Возможны разные варианты посадки обучающихся при их работе в парах. Но не желательно им садиться за «круглый» стол, иначе они будут мешать друг другу, особенно при перекрестном общении при смене партнёров (но оставаясь не предыдущих местах).
Когда партнёрам необходимо писать свои объяснения в тетрадях друг друга, то целесообразно сидеть за одним столом, не меняя традиционной расстановки столов в один или несколько рядов.
Г. О. Громыко предлагает расстановку столов, как показано на рисунке. По его мнению, при такой посадке требуется в два раза меньше столов, чем при посадке «рядами по двое за столом». В комнате высвобождается много места для свободного прохода от одной группы к другой (для справки — для одной группы необходимо около 10 м² площади, включая проходы).
По мнению В. В. Архиповой, посадка партнёров одной пары «через уголок» обеспечивает психологический комфорт и удобство для работы с контентом.
В группе из восьми человек возможен прямой визуальный контакт с любым участником.
За счёт того, что «все слышат всех», развивается параллельный слух[неизвестный термин], что повышает эффективность обучения.

## Виды учебной деятельности в парах
Выделяют следующие виды учебной работы в паре: обсуждение, совместное изучение, обучение, тренировка и проверка. Возможно появление и других видов.
Виды работы в паре различаются:
- позициями (ролями) обучающихся;
- целями;
- содержанием;
- техниками взаимодействия;
- результатами.

Для обеспечения плодотворной работы в паре недостаточно лишь грамотно сформулировать учебное задание или призвать учащихся быть терпеливым к собеседнику. Нужно определить четкий и последовательный порядок действий учащихся, обеспечивающий их сотрудничество.

## Два варианта использования работы в парах
Учебная деятельность в парах может использоваться в качестве главного компонента учебного занятия или в качестве дополнительного.
- Дополнительный компонент учебных занятий.

При расширении организационной структуры фронтально организованных учебных занятий (их разновидностью является, например, урок) учебной деятельностью обучающихся в парах, последняя может быть только вспомогательной, а её возможности очень ограниченными. (В отдельных методических материалах, посвящённых будто бы коллективному способу обучения, этот факт как раз и не учитывается.) Ведь на уроках ведущей формой обучения является групповая (взаимодействие в группе — малой или в рамках всего класса, когда каждый говорящий направляет сообщение одновременно всем). В связи с этим на уроке обеспечивается общий фронт — одинаковая для всех тема, примерно одинаковый темп её изучения, общее время начала и окончания занятий.
В этом случае использование работы в парах позволяет закреплять и повторять материал, который был преподнесен учителем всему классу. Обычно ученики заняты каким-то одним видом учебной деятельности в парах. Такая работа начинается и заканчивается учащимися одновременно.
Такой вариант использования работы в парах можно сравнить с бегом на месте (который, конечно же, имеет несомненную пользу). Но больше возможностей предоставляет бег в спортивном зале, а ещё больше — на больших открытых пространствах.
- Ведущий компонент учебных занятий.

В этом случае парная работа используется главным образом для изучения нового учебного материала (без предварительного объяснения учителя), освоения новых способов учебной деятельности. Но это требует перестройки всего учебного процесса: режима занятий, контроля и оценивания деятельности учащихся, построения учебных программ, должностных обязанностей педагогов, управления школой, то есть перехода от классно-урочной системы к иным формам организации образовательного процесса, основанным на индивидуальных учебных маршрутах обучающихся. На занятиях, которые названы коллективными, в одно и то же время можно наблюдать разные формы организации обучения: одни школьники работают в парах, другие в группах, третьи с учителем, остальные самостоятельно. В процессе коллективных учебных занятий значительную долю нового учебного материала учащиеся осваивают самостоятельно (индивидуально, в парах или группах). При этом ведущей является работа в парах.

## Диапазон использования в учебных целях
Обучение в парах инвариантно относительно вида деятельности или контента. Оно используется практически на всех школьных предметах. Методисты используют технологию парного обучения на своих методических секциях. Специалисты ТРИЗ в парах обучают инженеров теории решения изобретательских задач.

## Использование не для учебных целей
Технология взаимодействия участников в парах находит применение в различных областях деятельности, — в тех случаях, когда люди собираются вместе для решения какой-то общей задачи, например, -
- в школе в парах проводят педсоветы[4], родительские собрания, классные часы[5];
- симпозиумы, конференции, форумы, фестивали, собрания, в частности, профсоюзные, партийные, акционеров;
- рабочие группы по решению конкретных производственных задач учреждения, фирмы, например, проектные, проблемные, рекламные, развития;
- депутатские группы и комиссии, в том числе, встречи депутатов и кандидатов в депутаты с избирателями;
- программирование вдвоём[6], при котором два программиста работают рядом за одним компьютером, что существенно улучшает качество программного кода.

В связи с тем, что «технология парного обучения» постепенно начала использоваться также в неучебных процессах, возникло более широкое понятие «технология работы в парах».